# Jinhua (köping i Kina, Sichuan, lat 30,38, long 103,89)
Jinhua (kinesiska: 金华镇, 金华) är en köping i Kina. Den ligger i provinsen Sichuan, i den sydvästra delen av landet, omkring 35 kilometer sydväst om provinshuvudstaden Chengdu.
Genomsnittlig årsnederbörd är 1 367 millimeter. Den regnigaste månaden är juli, med i genomsnitt 383 mm nederbörd, och den torraste är januari, med 12 mm nederbörd.